# VK Jelgava
VK Jelgava är en volleybollklubb från Jelgava, Lettland. Lag har blivit litauiska mästare nio gånger och som bäst kommit tvåa i Baltic Volleyball League